# Wahlen (gemeente)
Wahlen is een gemeente en plaats in het Zwitserse kanton Basel-Landschaft, en maakt deel uit van het district Laufen.
Wahlen telt 1.399 inwoners.